# Saccharum viguieri
Saccharum viguieri là một loài thực vật có hoa trong họ Hòa thảo. Loài này được (A.Camus) Clayton miêu tả khoa học đầu tiên năm 1981.